# Gira de los Springboks por Argentina en 1993
La Gira de Springboks por Argentina en 1993 fue un tour internacional de rugby de los sudafricanos, que tuvo lugar en Argentina desde el 28 de octubre al 13 de noviembre de 1993.

## Gira
La serie enfrentó a la selección de Sudáfrica ante las diferentes uniones provinciales de rugby de Argentina y a la propia selección Argentina. Las sedes fueron: San Miguel de Tucumán, Rosario, Córdoba y Buenos Aires. Los africanos disputaron 6 partidos y obtuvieron 5 victorias y una derrota.

## Partidos
| 28 de octubre de 1993 | Córdoba | 37 – 55 | Springboks | Estadio Mario Alberto Kempes, Córdoba |  |
|                       |         |         |            | Árbitro(s): G. Bavio                  |  |

| 30 de octubre de 1993 | URBA | 28 – 27 | Springboks | Estadio Arquitecto Ricardo Etcheverri, Buenos Aires |  |
|                       |      |         |            | Árbitro(s): P. Bleckwedel                           |  |

| 2 de noviembre de 1993 | Tucumán | 12 – 40 | Springboks | Estadio Monumental José Fierro, Atlético, San Miguel de Tucumán |                                                      |
|                        | S. Mesón M. Terán P.Mesón L.Herrera M.Pfister R.Sauze E.García Hamilton J. Santamarina (c) F. Buabse P.Buabse C.Gentile L. Molina R. Le Fort A.Macome J.Coria Penales S. Mesón (4) |         | C.Dirks C.Williams H.Fuls P.Müller J.Small H.Honiball H.Martens T.Strauss (c) W.Bartmann R.Kruger J.Strydom S.Atherton K.Andrews A.Drotske G.Kebble Tries Dirks, Martens Williams Strauss Conversiones Honiball (4) Penales Honiball | Asistencia: 30.000 espectadores Árbitro(s): E. Sklar            | Asistencia: 30.000 espectadores Árbitro(s): E. Sklar |

| 9 de noviembre de 1993 | Rosario | 26 – 40 | Springboks | Estadio Marcelo Bielsa, Rosario |  |
|                        |         |         |            | Árbitro(s): José Luis Rolandi   |  |

## Test matches
Primera fecha
| 6 de noviembre de 1993 | Los Pumas | 26 – 29 | Springboks | Estadio Arquitecto Ricardo Etcheverri, Buenos Aires |  |
|                        |           |         |            | Árbitro(s): Dereck Bevan (Gales)                    |  |

Segunda fecha
| 13 de noviembre de 1993 | Los Pumas | 23 – 52 | Springboks | Estadio Arquitecto Ricardo Etcheverri, Buenos Aires |  |
|                         |           |         |            | Árbitro(s): Dereck Bevan (Gales)                    |  |